# Bengt R. Holmström
Bengt R. Holmström (n. 18 aprilie 1949, Helsingfors, Finlanda) este un economist finlandez și profesor de economie la Massachusetts Institute of Technology. El a obținut, împreună cu Oliver Hart, Premiul Nobel pentru Economie în 2016 pentru contribuțiile lor la teoria contractelor.